# Modena Autodrome
Kapcsolódó 
A Modena Autodrome egy autóverseny-pálya Modena közelében.  Az 50-es, 60-as években itt rendezték az F1 végeredményébe be nem számító Modenai Nagydíjat. A versenyek mellett ez volt a három nagy olasz autógyártó, a Ferrari, a Maserati és a Lamborghini tesztpályája is. A pálya jelenleg használaton kívül van, de a látogatok szabadon beléphetnek a területére, ugyanis egy mindenki számára látogatható parkként működik Enzo Ferrari emlékére.